# Солнце в кармане
«Солнце в кармане» — советский детский художественный фильм 1984 года режиссёра Эдуарда Гаврилова.

## Сюжет
Шестилетняя Аня Иванова идёт в первый класс. Не легко ей расстаться с детским садом, и вступить в начало взрослой, ответственной жизни. 
Маленькому человеку трудно всё сразу понять, отличить плохое от хорошего. Подражая своим бойким подружкам, Аня ненароком обижает своего друга Сережу и школьную няню тетю Клаву. Но в это сложное для девочки время рядом с ней — родители, друзья, учительница, которые всегда помогут открыть глаза на свои поступки, разобраться в плохом и похвалят за добрый поступок.

## В ролях
- Даша Вишнякова — Аня Иванова, первоклассница
- Вера Ивлева — Ирина Петровна, учительница Ани
- Мария Скворцова — тётя Клава, школьная нянечка
- Яна Друзь — мама Ани
- Вадим Андреев — папа Ани
- Мария Виноградова — бабушка Ани
- Серёжа Пахомов — Серёжа, первоклассник
- Таня Юлис — Тата, подружка Ани по двору, второклассница
- Вера Неруш — Галя, первоклассница
- Аня Сергеева — Вера, первоклассница
- Вова Кукушкин — Женя, третьеклассник
- Аня Сидоркина — Ира, ученица четвёртого класса, вожатая первоклашек
- Катя Шамраева — Наташа, первоклассница
- Аня Грознова — Лена, первоклассница
- Оля Высоколян — Булочка, дошколёнок
- Егор Думчев — Бутуз, дошколёнок
- Аня Рыбина — Марина, ученица четвёртого класса, вожатая первоклашек
- Ира Головина — Оля, ученица четвёртого класса, вожатая первоклашек
- Юрий Катин-Ярцев — старик в деревне
- Юрий Назаров — сын старика
- Сергей Никоненко — эпизод
- Сергей Николаев — Иван Иванович, физрук

## Рецензии
- Михалков С. — Уроки совести (Худож. фильм «Солнце в кармане») // Советская культура, 3 августа 1985. — стр. 4